# Ansu Fati
Anssumane Fati Vieira (Bisáu, 31 de octubre de 2002), conocido simplemente como Ansu Fati, es un futbolista español que juega como delantero en el A. S. Monaco F. C. de la Ligue 1.
Fue considerado por Eurosport como uno de los jóvenes talentos del mundo del fútbol en el año 2020.

## Trayectoria

### Inicios
Ansu Fati se trasladó de Guinea-Bisáu a sus seis años, junto a su familia, a la localidad sevillana de Herrera. Allí comenzó a jugar al fútbol en las filas de la Escuela Peloteros Sierra Sur y el C. D. F. Herrera hasta que, en 2010, se incorporó al Sevilla Fútbol Club. En 2012, tras dos años en la cantera hispalense, decidió marcharse al Fútbol Club Barcelona para jugar en su equipo alevín.
El 13 de diciembre de 2015, en un partido con el Infantil A frente al R. C. D. Espanyol, sufrió una grave fractura de tibia y peroné en su pierna derecha que le tuvo diez meses sin poder jugar.

### Fútbol Club Barcelona
El 24 de julio de 2019 firmó su primer contrato profesional con el F. C. Barcelona, que incluía una cláusula de rescisión de cien millones de euros y tendría una duración de tres años más otros dos opcionales. Con ficha en el equipo juvenil, el 25 de agosto de 2019 se convirtió en el segundo jugador más joven, tras Vicenç Martínez Alama, en debutar en la plantilla del primer equipo a los 16 años y 298 días. Ansu Fati sustituyó en el minuto 78 a Carles Pérez en el triunfo por 5 a 2 ante el Real Betis, en el Camp Nou, correspondiente a la segunda jornada de Liga.
Su primer gol como profesional lo anotó el 31 de agosto en empate 2-2 ante el Club Atlético Osasuna, cuando solo llevaba cinco minutos en el terreno de juego de El Sadar. Con su tanto, se convirtió en el futbolista más joven de toda la historia del Barça en marcar en Primera División, con 16 años y 304 días de edad, y en el tercero más joven en la historia de la Liga, por detrás de Fabrice Olinga e Iker Muniain. Dos semanas después debutó como titular en Liga en el Camp Nou, marcando el 1-0 en el minuto 2 y asistiendo para el 2-0 ante el Valencia C. F. en un partido que acabó 5-2 a favor del conjunto azulgrana. Su precocidad continuó el 17 de septiembre cuando se convirtió en el jugador más joven del club catalán en debutar en la Liga de Campeones de la UEFA en un partido de fase de grupos frente al Borussia Dortmund. Al cumplir los 17 años, Ansu ya había disputado 7 partidos oficiales con el primer equipo, sumando un total de 282 minutos con un bagaje de 2 goles y una asistencia.
El 4 de diciembre de 2019 el conjunto azulgrana anunció la mejora de su contrato hasta el 30 de junio de 2022, con la posibilidad de alargarlo dos años más, y un aumento de la cláusula de rescisión a 170 millones de euros, que se ampliaría a 400 millones una vez firmara su primer contrato como jugador del primer equipo, además de pasar a tener ficha con el filial. Seis días después, el 10 de diciembre, anotó el gol de la victoria del conjunto azulgrana ante el Inter de Milán por 1 a 2, convirtiéndose así en el goleador más joven en la historia de la Liga de Campeones con 17 años y 40 días.
De nuevo fue el futbolista más joven en debutar en una competición, la Supercopa de España, en el partido del 9 de enero de 2020 frente al Atlético de Madrid al disputar los últimos dos minutos de la derrota por 2-3 en semifinales. Un mes después, el 2 de febrero, anotó un doblete en la victoria 2-1 ante el Levante Unión Deportiva y se convirtió en el jugador más joven de la historia de la Liga en lograrlo. El 5 de julio de 2020 anotó el definitivo 1-4 de la victoria ante el Villarreal C. F., gol que fue el número 9000 en partido oficial en la historia del club.  Dos semanas después marcó el primero en la goleada del Barcelona por 0-5 sobre el Deportivo Alavés en Mendizorroza, su séptimo gol en la Liga 2019-20.
El 23 de septiembre fue confirmado con ficha del primer equipo, luciendo el dorsal 22 y pasando a tener una cláusula de rescisión de 400 millones de euros como se había acordado en su anterior renovación de contrato. Cuatro días después inició la temporada 2020-21 marcando dos goles, los dos primeros, y provocando un penalti en la victoria ante el Villarreal C. F. por 4-0. El 1 de octubre, abrió el marcador en la victoria del Barça 0-3 sobre el R. C. Celta de Vigo en la 4.ª fecha de la Liga 2020-21. El 20 de octubre anotó en la goleada por 5-1 sobre el Ferencváros T. C. en Liga de Campeones y se convirtió en el primer menor de 18 años en meter dos tantos en la máxima competición continental.
El 24 de octubre se convirtió en el jugador más joven en marcar en «El Clásico», en el minuto 8 en el Camp Nou, igualando el partido 1-1. Con este gol, además, se convirtió en el jugador que más goles había marcado en la historia de la Liga siendo menor de edad, igualando el récord de José Iraragorri. El 7 de noviembre sufrió una lesión de rodilla contra el Real Betis Balompié y fue sustituido en el descanso; las pruebas posteriores confirmaron que se había desgarrado el menisco de la rodilla izquierda. Dos días después fue operado y el club anunció que estaría fuera por aproximadamente cuatro meses.
El proceso de recuperación fue más lento de lo previsto y se acabó perdiendo lo que restaba de temporada, recibiendo alta médica el 25 de septiembre de 2021. Al día siguiente volvió a jugar y marcó un gol después de casi 11 meses lesionado, cerrando la victoria por 3-0 sobre el Levante U. D. en Liga. Un mes después de su vuelta a las canchas renovó su contrato hasta el 30 de junio de 2027 con una cláusula de rescisión de 1000 millones de euros. El 2 de noviembre anotó el único gol en la victoria sobre el Dinamo de Kiev en la Liga de Campeones que colocaba al equipo en la segunda posición del grupo. Poco después sufrió una nueva lesión y estuvo más de dos meses de baja, reapareciendo nuevamente en la semifinal de la Supercopa de España ante el Real Madrid en la que marcó el gol que forzaba la prórroga, aunque fue el equipo madridista quien se llevó el triunfo por 2-3. La campaña estuvo marcada por sus recurrentes problemas físicos y participó solamente en 15 partidos.
Empezó la temporada 2022-23 sin lesiones, y el 21 de agosto, tras entrar con empate a uno a la hora de partido, anotó un gol y dio dos asistencias en la victoria por 1-4 sobre la Real Sociedad, consiguiendo así el primer triunfo en Liga. La terminó siendo el segundo máximo goleador del equipo con diez tantos.

#### Cesión en Brighton
El 1 de septiembre de 2023 se llegó a un acuerdo con el Brighton & Hove Albion F. C. para su cesión hasta junio de 2024. Debutó quince días después en un triunfo ante el Manchester United F. C. y su primer gol llegó antes de acabar el mes en una derrota frente al Aston Villa F. C. En el tramo final de la temporada contó con pocas oportunidades y recibió alguna crítica pública de su entrenador por su condición física.

#### Regreso y nueva cesión
Volvió a la disciplina azulgrana para la campaña 2024-25, en la que solo jugó once encuentros. El 1 de julio de 2025 renovó su contrato hasta 2028 y fue nuevamente cedido, esta vez al A. S. Monaco F. C. hasta junio de 2026.

## Selección nacional

### Sub-21
Su precocidad fue extensible a su carrera en la selección nacional, ya que el 10 de octubre de 2019 la FIFA daba autorización a la Federación Española para poder convocarle y solo un día después, el seleccionador de la sub-21, Luis de la Fuente, le llamó para cubrir la baja por lesión de su entonces compañero en el F. C. Barcelona, Carles Pérez. El 15 de octubre de 2019 se convirtió en el segundo jugador más joven en jugar con la selección sub-21 de España tras sustituir a Marc Cucurella en el minuto 79 de la victoria de España por 0-2 ante Montenegro en partido correspondiente a la clasificación para la Eurocopa Sub-21 de 2021.

### Absoluta
El 20 de agosto de 2020 fue convocado por primera vez con la selección absoluta para los partidos de la Liga de Naciones de la UEFA ante Alemania y Ucrania. El 3 de septiembre debutó en el encuentro ante la selección de Alemania sustituyendo en el descanso a Jesús Navas y convirtiéndose así en el segundo jugador más joven, con 17 años y 308 días, y el número 800 en jugar con la selección. Tres días más tarde fue titular ante Ucrania, logrando un gol con el que se convirtió en el goleador más joven en la historia de la selección con 17 años y 311 días, superando el récord que mantenía Juan Errazquin desde 1925.
El 11 de noviembre de 2022 fue uno de los convocados por Luis Enrique para disputar el Mundial de Catar, siendo esta su primera presencia en la Copa del Mundo. Sin embargo, su actitud no gustó al seleccionador Luis Enrique, quien se habría arrepentido de su convocatoria.

#### Participaciones en Copas del Mundo
| Mundial      | Sede  | Resultado        | Partidos | Goles |
| ------------ | ----- | ---------------- | -------- | ----- |
| Mundial 2022 | Catar | Octavos de final | 2        | 0     |

#### Goles internacionales
| N.º | Fecha                   | Estadio                                       | Rival    | Gol | Resultado | Competición                         |
| --- | ----------------------- | --------------------------------------------- | -------- | --- | --------- | ----------------------------------- |
| 1.  | 6 de septiembre de 2020 | Estadio Alfredo Di Stéfano, Madrid, España    | Ucrania  | 3-0 | 4-0       | Liga de Naciones de la UEFA 2020-21 |
| 2.  | 17 de noviembre de 2022 | Estadio Internacional de Amán, Amán, Jordania | Jordania | 0-1 | 1-3       | Amistoso                            |

## Estadísticas

### Clubes
Actualizado al último partido disputado el 3 de mayo de 2025.
| Club                                    | Div.          | Temporada     | Liga  | Liga  | Liga   | Copas nacionales | Copas nacionales | Copas nacionales | Copas internacionales | Copas internacionales | Copas internacionales | Total | Total | Total  | Media goleadora |
| Club                                    | Div.          | Temporada     | Part. | Goles | Asist. | Part.            | Goles            | Asist.           | Part.                 | Goles                 | Asist.                | Part. | Goles | Asist. | Media goleadora |
| --------------------------------------- | ------------- | ------------- | ----- | ----- | ------ | ---------------- | ---------------- | ---------------- | --------------------- | --------------------- | --------------------- | ----- | ----- | ------ | --------------- |
| F. C. Barcelona · España                | 1.ª           | 2019-20       | 24    | 7     | 1      | 4                | 0                | 0                | 5                     | 1                     | 0                     | 33    | 8     | 1      | 0.24            |
| F. C. Barcelona · España                | 1.ª           | 2020-21       | 7     | 4     | 0      | 0                | 0                | 0                | 3                     | 1                     | 2                     | 10    | 5     | 2      | 0.5             |
| F. C. Barcelona · España                | 1.ª           | 2021-22       | 10    | 4     | 0      | 2                | 1                | 0                | 3                     | 1                     | 0                     | 15    | 6     | 0      | 0.4             |
| F. C. Barcelona · España                | 1.ª           | 2022-23       | 36    | 7     | 3      | 7                | 3                | 0                | 8                     | 0                     | 1                     | 51    | 10    | 4      | 0.2             |
| F. C. Barcelona · España                | 1.ª           | 2023-24       | 3     | 0     | 0      | ―                | ―                | ―                | ―                     | ―                     | ―                     | 3     | 0     | 0      | 0               |
| Brighton & Hove Albion F. C. Inglaterra | 1.ª           | 2023-24       | 19    | 2     | 0      | 2                | 0                | 0                | 6                     | 2                     | 1                     | 27    | 4     | 1      | 0.15            |
| Brighton & Hove Albion F. C. Inglaterra | Total club    | Total club    | 19    | 2     | 0      | 2                | 0                | 0                | 6                     | 2                     | 1                     | 27    | 4     | 1      | 0.15            |
| F. C. Barcelona · España                | 1.ª           | 2024-25       | 6     | 0     | 0      | 1                | 0                | 0                | 4                     | 0                     | 0                     | 11    | 0     | 0      | 0               |
| F. C. Barcelona · España                | Total club    | Total club    | 86    | 22    | 4      | 14               | 4                | 0                | 23                    | 3                     | 3                     | 123   | 29    | 7      | 0.24            |
| A. S. Monaco F. C. Francia              | 1.ª           | 2025-26       | 0     | 0     | 0      | 0                | 0                | 0                | 0                     | 0                     | 0                     | 0     | 0     | 0      | 0               |
| A. S. Monaco F. C. Francia              | Total club    | Total club    | 0     | 0     | 0      | 0                | 0                | 0                | 0                     | 0                     | 0                     | 0     | 0     | 0      | 0               |
| Total carrera                           | Total carrera | Total carrera | 105   | 24    | 4      | 16               | 4                | 0                | 29                    | 5                     | 4                     | 150   | 33    | 8      | 0.22            |
| 1. 2. 3.                                |               |               |       |       |        |                  |                  |                  |                       |                       |                       |       |       |        |                 |

## Palmarés

### Títulos nacionales
| Título              | Club            | País   | Año  |
| ------------------- | --------------- | ------ | ---- |
| Copa del Rey        | F. C. Barcelona | España | 2021 |
| Supercopa de España | F. C. Barcelona | España | 2023 |
| Primera División    | F. C. Barcelona | España | 2023 |
| Supercopa de España | F. C. Barcelona | España | 2025 |
| Copa del Rey        | F. C. Barcelona | España | 2025 |
| Primera División    | F. C. Barcelona | España | 2025 |

### Títulos internacionales
| Título                      | Club                | Sede         | Año  |
| --------------------------- | ------------------- | ------------ | ---- |
| Liga de Naciones de la UEFA | Selección de España | Países Bajos | 2023 |

### Distinciones individuales
| Distinción                                      | Año  |
| ----------------------------------------------- | ---- |
| Premio NxGn al mejor futbolista joven del mundo | 2021 |